# Кварц
Кварцът (от немски: Quarz,) е минерал с химична формула SiO2. Има силно изразени пиезоелектрични свойства. Твърдост 7; плътност 2,65 g/cm³.
Кварцът е най-разпространеният минерал на Земята. Съставлява 12% от литосферата. Силицият заема второ място след кислорода, изграждащ земната кора. Влиза в състава на силикатните минерали заедно с кислорода. Образува силициево-кислородни тетраедри (SiO4)4−, които подобно на полимерите могат да се свързват по различен начин помежду си.
Кварцът заема място в топ десет на скъпоценните камъни още от древността. Срещат се воднобистър (планински кристал), бял (млечен кварц), виолетов (аметист), черен (морион), жълт (цитрин), опушен кварц (раухтопаз) и др. Хидротермален, магматогенен. Воднобистрите кристали намират приложение в оптиката, пиезокварцът – в радиоелектрониката и др.; красиво оцветените и прозрачните – като скъпоценни камъни в бижутерията и глиптиката. Използва се и в производството на часовници. Якост на натиск 200 – 300 MPa. При 575 °C скокообразно увеличава обема си и се разрушава.
Немският термин Quarz произлиза от средногорнонемското twarc, вероятно със западнославянски корен със значение „твърд“, срв. полския термин kwardy или чешкия tvrdý.

## Разновидности на кристалния кварц
- Планински кристал – безцветен, воднобистър, прозрачен
- Млечен кварц – млечнобял, непрозрачен, понякога просветляващ; синоним – „ледоподобен“ кварц
- Опушен кварц (раухтопаз) – кафяв
- Морион – черен кварц
- Цитрин – лимоненожълт, до оранжев
- Аметист – виолетов
- Розов кварц – просветляващ до прозрачен, розов до бледорозов кварц. Негова по-рядка разновидност е лавандуловият кварц.
- Авантюрин или авантюринов кварц – непрозрачен до полупрозрачен кварцов агрегат (кварцит), съдържащ включения от дребни люспички хематит, гьотит или слюда. Цвят – зелен, кафяв, или червен, с характерни отблясъци (иризация).
- Празиолит, зелен аметист – зелена и прозрачна разновидност, която се получава след нагряване на някои видове аметисти и цитрини от щата Минас Жерайс в Бразилия
- Сапфиров кварц – индигово син, с микроскопични включения на иглест рутил
- Хематоид кварц – синоними ягодов кварц, огнен кварц, Арлекин кристал, спекуларитов кварц и др. Червеникав или блед кафеникав цвят, който се дължи на включванията от хематит.

## Разпространение
Кварцът е определяща съставка на гранита и други магмени скали. Среща се често в седиментни скали, като например пясъчник и глинести шисти. Среща се често в гнайс, кварцит и други метаморфни скали. Кварцът има най-малък потенциал за изветряне и съответно се среща много често като остатъчен материал в поточни утайки и остатъчни почви.
Докато повечето кварц се кристализира от разтопена магма, голяма част от кварца също участва химически в хидротермални жилки, понякога с руди на злато, сребро и мед. Големи кварцови кристали се намират в магмени пегматити. Добре образуваните кристали могат да достигат няколко метра на дължина и да тежат стотици килограми.
Естествените кварцови кристали с висока чистота, нужни за полупроводниковата промишленост, са скъпи и редки. Най-големият единичен кварцов кристал е намерен в щата Гояс, Бразилия. Той е с размери приблизително 6.1×1.5×1.5 m и тежи над 44 тона.
Хубави образци се добиват в Швейцария, Испания (Астурия), Италия, Франция и Русия (Урал).

## Практическо значение
Кварцът се използва в оптически прибори, генератори на ултразвук, в телефонната и радио апаратура (в качеството си на пиезоелектрик), в електронните устройства (кварцов резонатор) и други. В големи количества се използва от стъкларската и керамичната промишленост (кварцов пясък). Използва се и при производството на огнеупорни материали и кварцово стъкло. Широко приложение има в бижутерията.

## Грижа за бижутата с кварц
Въпреки че кварцът има твърдост 7 по скалата на Моос, трябва да се избягват драскотини и резки удари по него. Някои видове кварц избледняват на слънце, така че най-добре е кварцовите бижута да се съхраняват в подходяща кутия, тапицирана отвътре с мека материя, когато не се използват. Кварцовите пръстени, обеци, огърлици и гривни се почистват с топла вода и задължително се подсушават с кърпа.

## Галерия
- Розов кварц
- Кварц, турмалин
- Кварц (халцедон)
- Млечен кварц
- Планински кристал
- Млечен кварц
- Опушен кварц
- Аметист
- Цитрин